# Xã Porter, Quận Scioto, Ohio
Xã Porter (tiếng Anh: Porter Township) là một xã thuộc quận Scioto, tiểu bang Ohio, Hoa Kỳ. Năm 2010, dân số của xã này là 9.918 người.